# Fredy Schmidtke
Fredy Schmidtke (Colonia, 1º luglio 1961 – Dormagen, 1º dicembre 2017) è stato un pistard tedesco, medaglia d'oro nel chilometro a cronometro ai Giochi olimpici 1984 svoltisi a Los Angeles.

## Carriera
Attivo solo nella categoria Dilettanti (non passò mai al professionismo), partecipò a diverse edizioni dei campionati del mondo su pista vincendo, nel chilometro a cronometro, la medaglia d'argento nel 1981 e la medaglia d'oro a Leciester nel 1982. Nella specialità del tandem vinse inoltre tre medaglie d'argento mondiali, nel 1979, nel 1981 e nel 1982, sempre in coppia con Dieter Giebken. I due ciclisti ottennero anche il terzo posto ai Campionati mondiali del 1983 ma furono poi squalificati in quanto Schmidtke risultò positivo all'efedrina al controllo antidoping; la loro medaglia di bronzo non fu più riassegnata dalla Federazione internazionale.
Nel 1984 ai Giochi olimpici svoltisi a Los Angeles vinse la medaglia d'oro nel chilometro a cronometro davanti al canadese Curt Harnett e al francese Fabrice Colas; in quegli stessi Giochi concluse all'ottavo posto la gara di velocità.
Sposato con due figli, Schmidtke è morto di infarto il 1º dicembre 2017, all'età di 56 anni.